# Yo Mama's Last Supper
A Última Ceia de Yo Mama é uma obra de arte, realizada em 1996 pela artista jamaicana-americana Renee Cox. É uma grande montagem fotográfica de cinco painéis, cada um com 31 polegadas quadradas, retratando fotografias de 11 homens negros, um Judas branco e uma mulher negra nua (o autorretrato da artista)  posados em imitação de Leonardo da Vinci de 1490 pintando A Última Ceia. Cox é retratada nua e em pé, com os braços estendidos para cima, como Jesus.
Em 2001, a peça foi exposta no Brooklyn Museum of Art como parte de uma exposição chamada Committed to the Image: Contemporary Black Photographers. O prefeito de Nova York, Rudy Giuliani, ficou ofendido com o trabalho e pediu a criação de um painel para criar padrões de decência para toda a arte exibida em museus com financiamento público da cidade. O trabalho também foi incluído em outras exposições sobre representações artísticas da Última Ceia, em locais como o Aldrich Contemporary Art Museum em Ridgefield, Connecticut; Oratorio di San Ludovico, uma igreja católica do século XVII em Veneza, Itália; e uma galeria em Jacarta, Indonésia.